# Пестриков, Василий Владимирович
Василий Владимирович Пестриков (1 марта 1952 года, Москва, СССР) — советский футболист, вратарь.

## Карьера
Воспитанник московского «Спартака». Начинал свою карьеру в дубле «красно-белых». Затем выступал за подольский «Машиностроитель» и ивановский «Текстильщик». В 1975 году играл за ростовский СКА. В Высшей лиге провел один матч. 15 июня в домашнем матче против тбилисского «Динамо» при счете 1:2 в пользу гостей после перерыва сменил в воротах Александра Убыкина. По итогам поединка счет не изменился.